# Cerkiew Przemienienia Pańskiego w okolicy wsi Wygoda
Cerkiew pod wezwaniem Przemienienia Pańskiego – prawosławna cerkiew cmentarna w granicach Nowoberezowa, w okolicy Wygody. Należy do parafii Wniebowstąpienia Pańskiego w Nowoberezowie, w dekanacie Hajnówka diecezji warszawsko-bielskiej Polskiego Autokefalicznego Kościoła Prawosławnego.
Cerkiew znajduje się na cmentarzu prawosławnym, położonym w pobliżu drogi z Wygody do Nowoberezowa.

## Historia

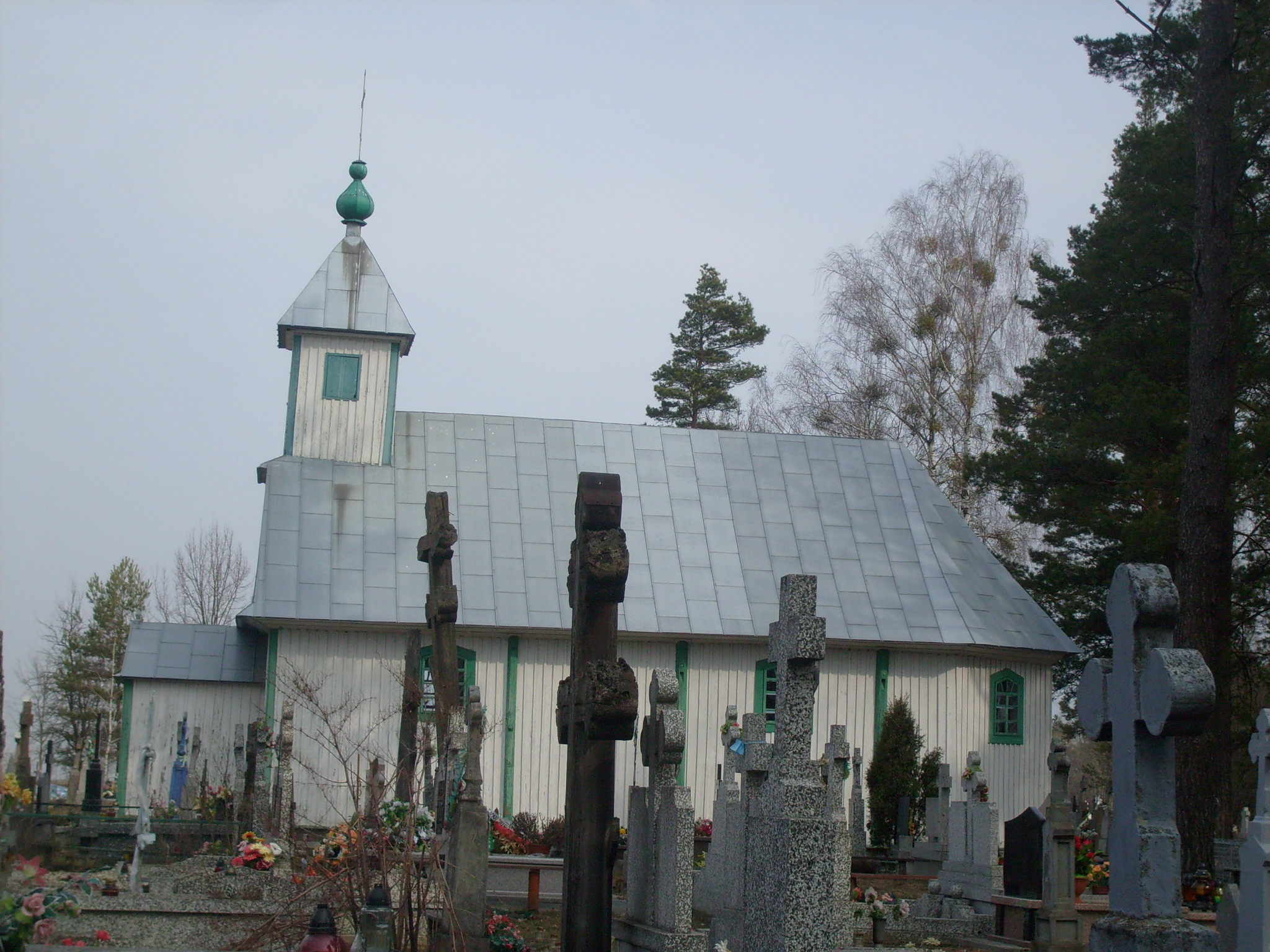
Widok ogólny, stan przed remontem 2013–2014

Świątynię zbudowano w 1840 w Czyżykach; na obecne miejsce przeniesiono w 1925. W latach 2013–2014 cerkiew gruntownie wyremontowano (obiekt oszalowano, wymieniono podłogę, odnowiono i podniesiono sufit, odrestaurowano ikonostas oraz większość ikon, założono 2 nowe panikadiła). 19 czerwca 2014 (po zakończeniu prac remontowych), z błogosławieństwa metropolity Sawy, cerkiew została konsekrowana.

## Architektura
Budowla drewniana, o konstrukcji zrębowej, orientowana, salowa, zamknięta trójbocznie. Od frontu kruchta z dwuspadowym blaszanym daszkiem zwieńczonym niewielką kopułką z krzyżem. Nad frontową częścią nawy wznosi się czworoboczna wieża z dachem namiotowym zwieńczonym baniastym hełmem. Nawa pokryta jednokalenicowym, blaszanym dachem.